# Warstwica

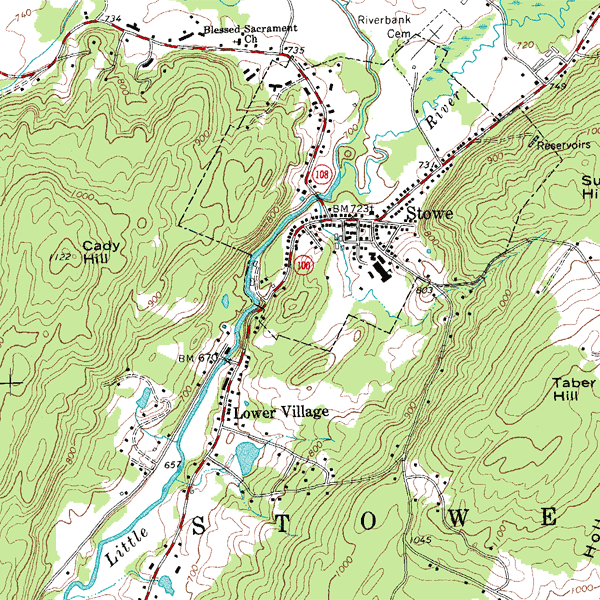
Przykład mapy topograficznej z poziomicami

Warstwica (nazwa używana w geodezji) lub poziomica (nazwa używana w kartografii), izohipsa – izolinia krzywa na mapie łącząca punkty o takiej samej wysokości względem przyjętego poziomu odniesienia, najczęściej nad poziomem morza.
Warstwica powstaje poprzez przecięcie powierzchni terenu płaszczyznami poziomymi, równoległymi i oddalonymi od siebie o stałą wartość (np. co 10 m) cięcia poziomicowego. Rysunek na mapie odtwarza ukształtowanie terenu, a mapa z poziomicami nazywana jest mapą poziomicową (warstwicową).